# Луиза Августа Гессен-Дармштадтская
Луиза Гессен-Дармштадтская (нем. Luise von Hessen-Darmstadt; 30 января 1757, Берлин — 14 февраля 1830, Веймар, Германский союз) — принцесса Гессен-Дармштадтская и великая герцогиня Саксен-Веймар-Эйзенахская, дочь Людвига IX, ландграфа Гессен-Дармштадтского и Каролины Цвайбрюкен-Бестерфельдской, младшая сестра великой княгини Наталии Алексеевны, тётя императрицы Елизаветы Алексеевны.

## Биография
Луиза Августа родилась 30 января 1757 года и была пятой дочерью и шестым ребёнком в многодетной семье ландграфа Людвига IX и его первой жены Каролины Цвайбрюкен-Бестерфельдской. Воспитанием Луизы, как и её сестёр, занималась мать, которая в Европе считалась очень образованной женщиной. Она дружила с Гёте и другими знаменитыми людьми. Её называли «великой ландграфиней».
В 1772 году императрица Екатерина II начала поиски невесты для своего сына великого князя Павла Петровича. В число избранных попали и принцессы Гессенские. В Гатчине 15 июня 1773 года Павел встретился с тремя принцессами: Амалией (1754—1832), Вильгельминой (1755—1776) и Луизой (1757—1830). Екатерина II так охарактеризовала сестёр: «Старшая очень кроткая; младшая, кажется, очень умная; в средней все нами желаемые качества …» Выбор цесаревича пал на среднюю, Вильгельмину. Она приняла православие и стала великой княжной Натальей Алексеевной.
27 июня 1773 года ландграфиня Каролина и три её дочери Амалия, Вильгельмина и Луиза были удостоены ордена Святой Екатерины.
При отъезде из Петербурга ландграфине было подарено 100 000 рублей и сверх того 20 000 на издержки в обратном пути, каждая из принцесс получила по 50 000. Благодаря милостям Екатерины приданое принцесс было обеспечено.
Вскоре был найден жених и для Луизы Августы. Им стал герцог Карл Август Саксен-Веймар-Эйзенахский.

### Брак и дети
3 октября 1775 года Луиза Августа вышла замуж за герцога, позднее великого герцога Карла Августа Саксен-Веймар-Эйзенахского (1757—1828). У супругов родилось семеро детей, трое из которых дожили до зрелого возраста:
1. Луиза Августа Амалия (3 февраля 1779 — 24 марта 1784);
2. дочь (род. и ум. 10 сентября 1781);
3. Карл Фридрих (2 февраля 1783 — 8 июля 1853) — супруг великой княжны Марии Павловны;
4. сын (род. и ум. 26 февраля 1785);
5. Каролина Луиза (18 июля 1786 — 20 января 1816) — супруга наследного принца Фридриха Людвига Мекленбург-Шверинского;
6. сын (род. и ум. 13 апреля 1789);
7. Карл Бернхард (30 мая 1792 — 31 июля 1862) — супруг принцессы Иды Саксен-Мейнингенской (1794—1852).

### Жизнь в Веймаре
Луиза Августа попала в богемную атмосферу веймарского двора, который называли «германскими Афинами». Усилиями герцогини Анны Амалии, свекрови Луизы, неприметный городок Восточной Тюрингии стал центром духовной жизни Германии, местом жительства поэтов, философов, музыкантов. Благодаря влиянию своей образованной матери, Луиза не потерялась в столь блестящем обществе, она увлекалась литературой и рисованием.

### Встреча с Наполеоном
В октябре 1806 года французская армия Наполеона вторглась в Саксонию. После знаменитой битвы под Йеной, остатки прусской армии бежали через Веймар к Берлину. Преследуя пруссаков, французы к вечеру после сражения вступили в Веймар. Начались грабежи, бесчинства солдат. В это время в городе оставалась герцогиня Луиза. В её дворце искали убежища женщины, дети, старики. Герцогиня посылала несчастным людям продукты из своих запасов, сама ходила по домам, утешая жителей.
15 октября 1806 года в Веймар прибыл Наполеон. Состоялась встреча императора и герцогини Луизы, мужественно ждавшей «грома и молний». Она знала, что Наполеон не пощадит маленького княжества, поскольку его владелец находился в ряду противников Франции и состоял на военной службе у короля Пруссии.
Но спокойное достоинство, с которым герцогиня встретила Наполеона, привыкшего к повиновению поверженных им владетельных особ, обезоружило его. Воздавая должное её превосходству, Наполеон не стал преследовать Карла Августа и пощадил маленькую страну, по крайней мере герцогство Веймарское избежало самого худшего. Так хрупкая женщина не только спасла свои владения, но и подала пример благородного поведения другим немецким князьям.
Скончалась великая герцогиня Луиза Августа 14 февраля 1830 года.